# Ţoveyleh-ye Kūchak
Ţoveyleh-ye Kūchak (persiska: طویله کوچک, Ţoveyleh-ye Kūchek) är en ort i Iran.   Den ligger i provinsen Khuzestan, i den centrala delen av landet, 500 km söder om huvudstaden Teheran. Ţoveyleh-ye Kūchak ligger 31 meter över havet och antalet invånare är 209.
Terrängen runt Ţoveyleh-ye Kūchak är platt, och sluttar västerut. Runt Ţoveyleh-ye Kūchak är det ganska tätbefolkat, med 144 invånare per kvadratkilometer. Närmaste större samhälle är Shākh Kūpāl, 13,5 km sydost om Ţoveyleh-ye Kūchak. Trakten runt Ţoveyleh-ye Kūchak är ofruktbar med lite eller ingen växtlighet.